# Tony Iommi
Frank Anthony „Tony“ Iommi (* 19. února 1948, Birmingham, Anglie) je britský kytarista, který se proslavil účinkováním s heavymetalovou skupinou Black Sabbath. Je to jediný člen skupiny, který v ní hrál po celou dobu její činnosti.

## Život
Na kytaru začal hrát jako teenager pod vlivem Hanka Marvina a The Shadows. Na kytaru vždy hrál jako levák. V 17 letech při práci v továrně přišel o konečky prostředníku a prsteníku pravé ruky, kterou na hmatníku mačká akordy.
Byl přesvědčen o tom, že jako hráč na kytaru skončil. Jeho šéf z práce, který věděl o tom, že si po večerech přivydělává hraním v místní hospodě, mu doporučil belgického jazzového kytaristu Djanga Reinhardta, což Iommiho povzbudilo, aby i nadále zůstal hudebníkem.
Po pokusech s hraním na kytaru praváckým způsobem se Tony nakonec rozhodl hrát dál jako levák a zkusit používat struny na banjo, které nejsou tak tvrdé a na poškozené prsty si nasazoval kryty z plastu. Časem si na tyhle prsty začal speciálně upravovat konce z lahví od čisticích prostředků, později náprstky pokryté kůží. Později také začal kytaru podlaďovat do nižších poloh, až o tři půltóny než je standardní kytarové ladění (charakteristické jsou skladby „Children of the Grave,“ „Lord of this World,“ a „Into the Void,“ všechny z alba Master of Reality). Podladění také způsobilo „větší a hutnější“ zvuk kytary.
Tony Iommi hrával v několika blues-rockových kapelách. V letech 1964–65 to byla skupina The Rockin' Chevrolets, která dostala příležitost hrát v Německu. Tony tehdy zanechal práce v továrně a stal se profesionálním hudebníkem.
Mezi lety 1966 a 1967 hrál Tony v kapele The Rest, kde hrál i se svým starým kamarádem ze školy, budoucím bubeníkem Black Sabbath, Billem Wardem. Od února do července 1968 hrál v kapele Mythology, a Bill Ward se poté připojil k němu.
V srpnu 1968 se Mythology rozpadla a také skupina Rare Breed ukončila činnost – tam hrál kytarista Terry „Geezer“ Butler a zpěvák John „Ozzy“ Osbourne a ti se připojili k Iommimu a Billu Wardovi i se slide kytaristou Jimmy Phillipsem a saxofonistou Alanem „Akerem“ Clarkem. Tato šestičlenná skupina, kde byl Geezer Butler už baskytaristou, nesla jméno Polka Tulk Blues Company. Phillips a Clarke skupinu po nějakém čase opustili a název se zkrátil na Polka Tulk.
Tony Iommi, Geezer Butler, Bill Ward a Ozzy Osbourne kapelu v září 1968 přejmenovali na Earth. Tak hráli až do prosince 1968, kdy Tony Iommi odešel krátce hrát k Jethro Tull (jedno vystoupení). V srpnu 1969 se konečně přejmenovali na Black Sabbath, protože v Anglii už jedna skupina s názvem Earth existovala.
Iommi v roce 1985 nahrával své první sólové album s Glennem Hughesem, Geoffem Nichollsem, Ericem Singerem a Davem Spitzem pod názvem Seventh Star. Kvůli tlakům ze strany Warner Records a pobízení manažera kapely Sabbath byla deska vydaná pod jménem Black Sabbath feat. Tony Iommi. Iommiho neoficiální sólové album je drastický odklon od typického zvuku Sabbath. Mnoho písní má velmi tvrdý hardrockový zvuk, ale některé obsahují i bluesový nádech.

## Diskografie

#### Iommi
- Iommi (2000)
- The 1996 DEP Sessions (2004)
- Fused (2005)

#### Black Sabbath feat. Tony Iommi
- Seventh Star (1986)

#### Ozzy Osbourne
- Patient Number 9 (2022)